# ميس (بونتيفيدرا)
بلدية ميس (بالإسبانية: Meis) هي بلدية تقع في مقاطعة بونتيفيدرا التابعة لمنطقة غاليسيا شمال غرب إسبانيا.

## الديموغرافيا
يبلغ عدد سكان بلدية ميس 4.988 نسمة عام 2011 (وفقاً للمعهد الوطني للإحصاء الإسباني).
| 5.017 | 5.001 | 5.009 | 5.011 | 4.982 | 5.002 | 4.988 |